# Fábio Ricardo
Fábio Ricardo (São Gonçalo, 1 de Setembro de 1975), ou simplesmente Fabinho, é um carnavalesco brasileiro, a frente do carnaval da Sociedade Rosas de Ouro para o ano de 2025.

## Biografia
Durante muito tempo, foi assistente de carnavalescos renomados como Joãozinho Trinta e Max Lopes. Seu primeiro trabalho como carnavalesco principal foi na Acadêmicos da Rocinha, onde ficou por 3 anos. No seu primeiro ano na escola, realizou um desfile sobre a região Nordeste, que levou a Rocinha ao 2° lugar do Grupo A. Em 2009, fez um desfile sobre o desenhista J. Carlos, levando a escola ao 3° lugar. No ano seguinte, a escola chegou ao 10° lugar com um desfile sobre as Ykamiabas.
Seu bom desempenho na escola de São Conrado fez com que ele fosse contratado para trabalhar na São Clemente em 2011. Na sua primeira oportunidade no grupo especial, realizou um desfile sobre a cidade do Rio de Janeiro e levou a escola ao 9° lugar. Em 2012, levou a São Clemente ao 11° lugar com um desfile sobre os musicais. Em seu último ano na São Clemente, a escola conseguiu um 10° lugar falando sobre as telenovelas brasileiras. Durante esse período recebeu propostas de outras agremiações, porém preferiu se manter na escola por conta das boas condições de trabalho.
Em 2014, Fábio seria o carnavalesco da Grande Rio e da Porto da Pedra, porém saiu da escola vermelha e branca pouco antes do carnaval. Na escola de Caxias, Fabinho promoveu um desfile sobre a cidade de Maricá, alcançando o 6° lugar. No ano seguinte, continuou na Grande Rio e realizou um desfile sobre as cartas e o baralho, levando a escola ao 3° lugar. Em 2016, a cidade de Santos foi homenageada pelo carnavalesco, que levou a Grande Rio ao 7° lugar. Em 2017, seu último ano na escola, homenageou Ivete Sangalo em um belo desfile, que levou a escola ao 5° lugar.
Em 2018, se tornou carnavalesco do Império Serrano, que havia acabado de subir para o Grupo Especial. Realizando um desfile sobre a China, o Império ficou na última colocação, mas não foi rebaixado por conta de uma plenária da LIESA que cancelou o rebaixamento naquele ano.
Após ficar de fora do carnaval de 2019, ele foi anunciado como carnavalesco da Unidos de Padre Miguel para o carnaval de 2020. Retratando a capoeira, levou a escola da Vila Vintém ao vice-campeonato da Série A.
Para o carnaval de 2022, Fabinho continuará assinando o carnaval de uma escola da Zona Oeste, retornando ao grupo especial para ser o novo carnavalesco da Mocidade Independente de Padre Miguel. O enredo escolhido foi Batuque ao Caçador, que homenageará Oxóssi, padroeiro da escola.
Fábio ficou de fora do carnaval carioca em 2023. Mas assinou em 2024 o desfile da Unidos de Vila Maria em São Paulo que havia sido rebaixada para o grupo de acesso no ano anterior. Após um apático 4º lugar, desligou-se da agremiação. Alguns dias depois, deu-se a notícia de que o artista permaneceria na folia paulistana sob o comando do carnaval da tradicionalíssima Rosas de Ouro.

## Carnavais
Abaixo, a lista de desfiles assinados por Fábio Ricardo.
| Ano  | Escola                 | Colocação   | Divisão      | Enredo                                                                                   | Ref.   |
| ---- | ---------------------- | ----------- | ------------ | ---------------------------------------------------------------------------------------- | ------ |
| 2008 | Rocinha                | Vice-campeã | Grupo A      | A Rocinha é Minha Vida... Nordeste é Minha História!                                     |        |
| 2009 | Rocinha                | 3.º lugar   | Grupo A      | Tem francesinha no salão... O Rio no meu coração                                         |        |
| 2010 | Rocinha                | 10.º lugar  | Grupo A      | Ykamiabas                                                                                |        |
| 2011 | São Clemente           | 9.º lugar   | Especial     | O seu, o meu, o nosso Rio, abençoado por Deus e bonito por Natureza                      |        |
| 2012 | São Clemente           | 11.º lugar  | Especial     | Uma aventura musical na Sapucaí                                                          |        |
| 2013 | São Clemente           | 10.º lugar  | Especial     | Horário Nobre                                                                            |        |
| 2014 | Grande Rio             | 6.º lugar   | Especial     | Verdes olhos de Maysa sobre o mar, no caminho: Maricá                                    |        |
| 2015 | Grande Rio             | 3.º lugar   | Especial     | A Grande Rio é do Baralho                                                                |        |
| 2016 | Grande Rio             | 7.º lugar   | Especial     | Fui no Itororó beber água, não achei. Mas achei a bela Santos, e por ela me apaixonei... |        |
| 2017 | Grande Rio             | 5.º lugar   | Especial     | Ivete do Rio ao Rio!                                                                     |        |
| 2018 | Império Serrano        | 13.º lugar  | Especial     | O Império do samba na Rota da China                                                      |        |
| 2020 | Unidos de Padre Miguel | Vice-campeã | Série A      | Ginga                                                                                    |        |
| 2022 | Mocidade               | 8.º lugar   | Especial     | Batuque ao Caçador                                                                       |        |
| 2024 | Vila Maria             | 4.° lugar   | Grupo 1 (SP) | Forjados na Luta, Guiados na Coragem e Sincretizados na Fé: A Vila Canta Ogum!           |        |
| 2025 | Rosas de Ouro          | Campeã      | Especial     | Rosas de Ouro em uma Grande Jogada                                                       | [ 13 ] |
| 2026 | Rosas de Ouro          |             | Especial     | Escrito nas Estrelas                                                                     | [ 14 ] |

## Títulos e estatísticas
| Divisão          | Campeonato | Ano       | Vice | Ano | Terceiro lugar | Ano       |
| ---------------- | ---------- | --------- | ---- | --- | -------------- | --------- |
| Primeira Divisão | 1          | 2025 (SP) | 0    | -   | 1              | 2015 (RJ) |
| Segunda Divisão  | 0          | -         | 0    | -   | 0              | -         |

## Premiações
- Estrela do Carnaval

1. 2008 - Revelação (como carnavalesco da Rocinha) [15]
2. 2014 - Melhor carnavalesco (Grande Rio) [16]
3. 2025 - Melhor carnavalesco (Rosas de Ouro) [17]

- Gato de Prata

1. 2012 - Melhor carnavalesco (São Clemente) [18]

- Plumas & Paetês Cultural

1. 2006 - Melhor figurinista (Mangueira) [19]
2. 2008 - Revelação (como carnavalesco da Rocinha) [20]
3. 2009 - Melhor carnavalesco (Rocinha) [21]
4. 2010 - Melhor carnavalesco (Rocinha) [22]
5. 2012 - Melhor figurinista (São Clemente) [23]
6. 2013 - Melhor figurinista (São Clemente) [24]
7. 2014 - Melhor carnavalesco (Grande Rio) [25]
8. 2020 - Melhor figurinista (Unidos de Padre Miguel) [26]

- Prêmio SRzd

1. 2014 - Melhor carnavalesco (Grande Rio) [27]
2. 2020 - Melhor carnavalesco (Unidos de Padre Miguel) [28]

- Prêmio Veja Rio

1. 2014 - Melhor carnavalesco (Grande Rio) [29]

- S@mba-Net

1. 2008 - Melhor conjunto alegórico (Rocinha) [30]
2. 2008 - Melhor conjunto de fantasias (Rocinha) [30]
3. 2008 - Melhor alegoria (Rocinha - "Nação Nordestina") [31]
4. 2009 - Melhor conjunto de fantasias (Rocinha) [32]
5. 2009 - Melhor alegoria (Abre-alas da Rocinha - "A Belle Époque Tropical") [33]
6. 2010 - Melhor conjunto alegórico (Rocinha) [34][35]
7. 2020 - Melhor enredo (Unidos de Padre Miguel - "Ginga") [36]

- Troféu Apoteose

1. 2014 - Melhor conjunto plástico (Grande Rio) [37]

- Troféu Jorge Lafond

1. 2010 - Melhor carnavalesco (Rocinha) [38]